# Boissières (Gard)
Pour les articles homonymes, voir Boissières.
Boissières est une commune française située en Vaunage, dans le sud du département du Gard en région Occitanie.
Exposée à un climat méditerranéen, elle est drainée par le Rhony et par divers autres petits cours d'eau. La commune possède un patrimoine naturel remarquable composé d'une zone naturelle d'intérêt écologique, faunistique et floristique.
Boissières est une commune rurale qui compte 595 habitants en 2022, après avoir connu une forte hausse de la population depuis 1975.  Elle fait partie de l'aire d'attraction de Nîmes. Ses habitants sont appelés les Boissierois ou  Boissieroises.

## Géographie

### Localisation
Les communes de Nages-et-Solorgues, Uchaud, Vestric-et-Candiac, Vergèze et Calvisson sont limitrophes de la commune de Boissières.

Le village de Boissières, d’une superficie de 330 hectares, est implanté dans la vallée de la Vaunage, sur le rebord d’une colline couverte de buis qui lui a donné son nom : villa buxarias. 

Boissières est marqué par un plan architectural qui lui donne une orientation au soleil couchant. C’est la raison pour laquelle les habitants furent longtemps surnommés Li soupa san lun (ceux qui prennent leur souper sans chandelle).

Boissières reste l’un des derniers villages du Gard possédant une vue castrale inchangée depuis des siècles : en venant de Nîmes, le village est vu sous son aspect ancien, avec en arrière-plan le château.
Les communes limitrophes sont  Calvisson, Nages-et-Solorgues, Uchaud, Vergèze et Vestric-et-Candiac.
| Calvisson | Nages-et-Solorgues | Nages-et-Solorgues |
| Calvisson | Boissières         | Uchaud             |
| Calvisson | Vergèze            | Vestric-et-Candiac |

### Climat
Pour des articles plus généraux, voir Climat de l'Occitanie et Climat du Gard.
En 2010, le climat de la commune est de type climat méditerranéen franc, selon une étude s'appuyant sur une série de données couvrant la période 1971-2000. En 2020, Météo-France publie une typologie des climats de la France métropolitaine dans laquelle la commune est exposée à un climat méditerranéen et est dans la région climatique Provence, Languedoc-Roussillon, caractérisée par une pluviométrie faible en été, un très bon ensoleillement (2 600 h/an), un été chaud (21,5 °C), un air très sec en été, sec en toutes saisons, des vents forts (fréquence de 40 à 50 % de vents > 5 m/s) et peu de brouillards.
Pour la période 1971-2000, la température annuelle moyenne est de 14,3 °C, avec une amplitude thermique annuelle de 17,2 °C. Le cumul annuel moyen de précipitations est de 760 mm, avec 6,8 jours de précipitations en janvier et 2,9 jours en juillet. Pour la période 1991-2020, la température moyenne annuelle observée sur la station météorologique la plus proche, située sur la commune de Gallargues-le-Montueux à 8 km à vol d'oiseau, est de 15,5 °C et le cumul annuel moyen de précipitations est de 674,8 mm,. Pour l'avenir, les paramètres climatiques de la commune estimés pour 2050 selon différents scénarios d'émission de gaz à effet de serre sont consultables sur un site dédié publié par Météo-France en novembre 2022.

### Milieux naturels et biodiversité

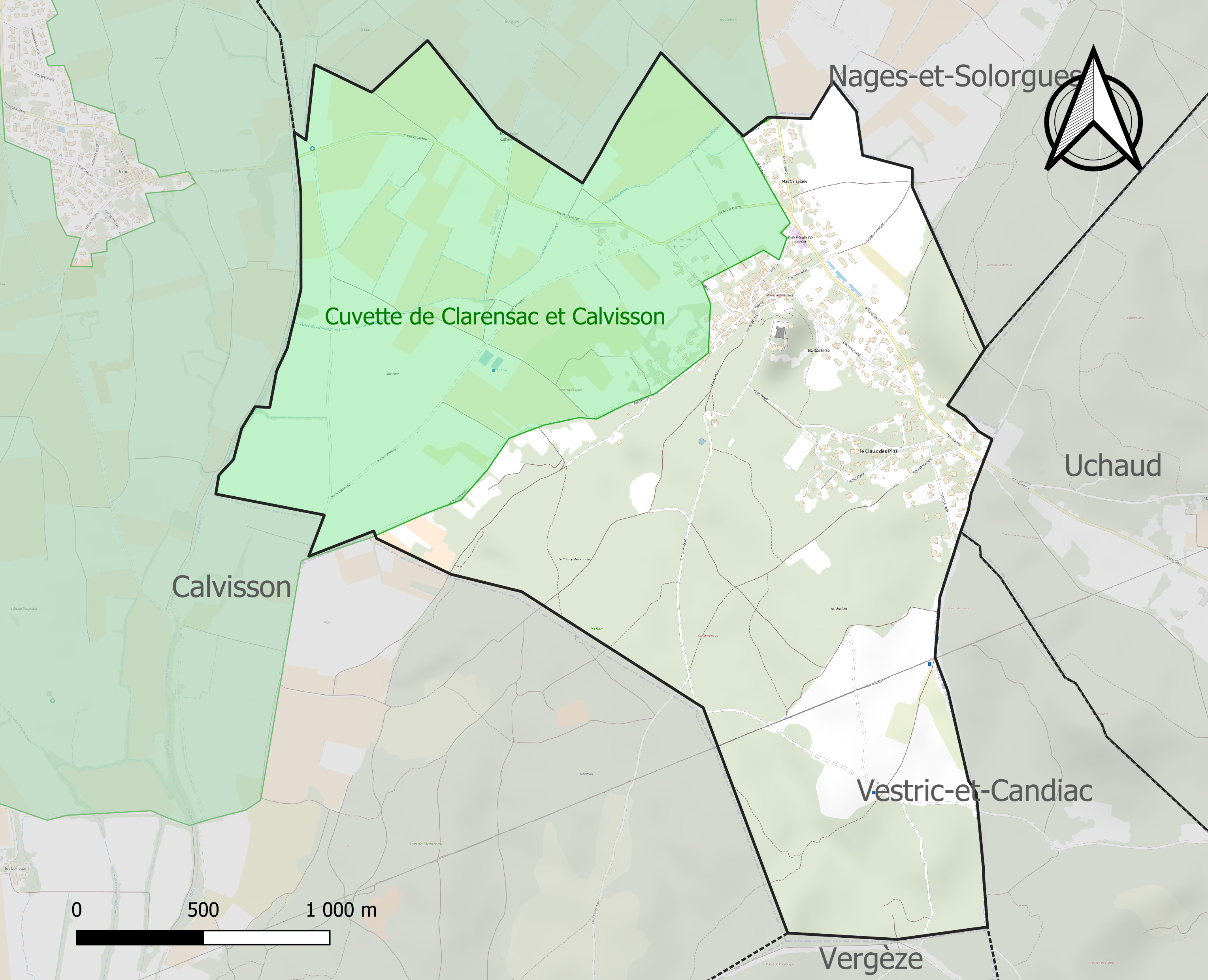
Carte de la ZNIEFF de type 1 localisée sur la commune.

L’inventaire des zones naturelles d'intérêt écologique, faunistique et floristique (ZNIEFF) a pour objectif de réaliser une couverture des zones les plus intéressantes sur le plan écologique, essentiellement dans la perspective d’améliorer la connaissance du patrimoine naturel national et de fournir aux différents décideurs un outil d’aide à la prise en compte de l’environnement dans l’aménagement du territoire.
Une ZNIEFF de type 1 est recensée sur la commune :
les « Corbières centrales » (2 641 ha), couvrant 8 communes du département.

## Urbanisme

### Typologie
Au 1er janvier 2024, Boissières est catégorisée commune rurale à habitat dispersé, selon la nouvelle grille communale de densité à sept niveaux définie par l'Insee en 2022.
Elle est située hors unité urbaine. Par ailleurs la commune fait partie de l'aire d'attraction de Nîmes, dont elle est une commune de la couronne,. Cette aire, qui regroupe 92 communes, est catégorisée dans les aires de 200 000 à moins de 700 000 habitants,.

### Occupation des sols
L'occupation des sols de la commune, telle qu'elle ressort de la base de données européenne d’occupation biophysique des sols Corine Land Cover (CLC), est marquée par l'importance des forêts et milieux semi-naturels (45,3 % en 2018), en diminution par rapport à 1990 (46,4 %). La répartition détaillée en 2018 est la suivante : 
forêts (45,3 %), cultures permanentes (44,6 %), zones urbanisées (10,1 %). L'évolution de l’occupation des sols de la commune et de ses infrastructures peut être observée sur les différentes représentations cartographiques du territoire : la carte de Cassini (XVIIIe siècle), la carte d'état-major (1820-1866) et les cartes ou photos aériennes de l'IGN pour la période actuelle (1950 à aujourd'hui).

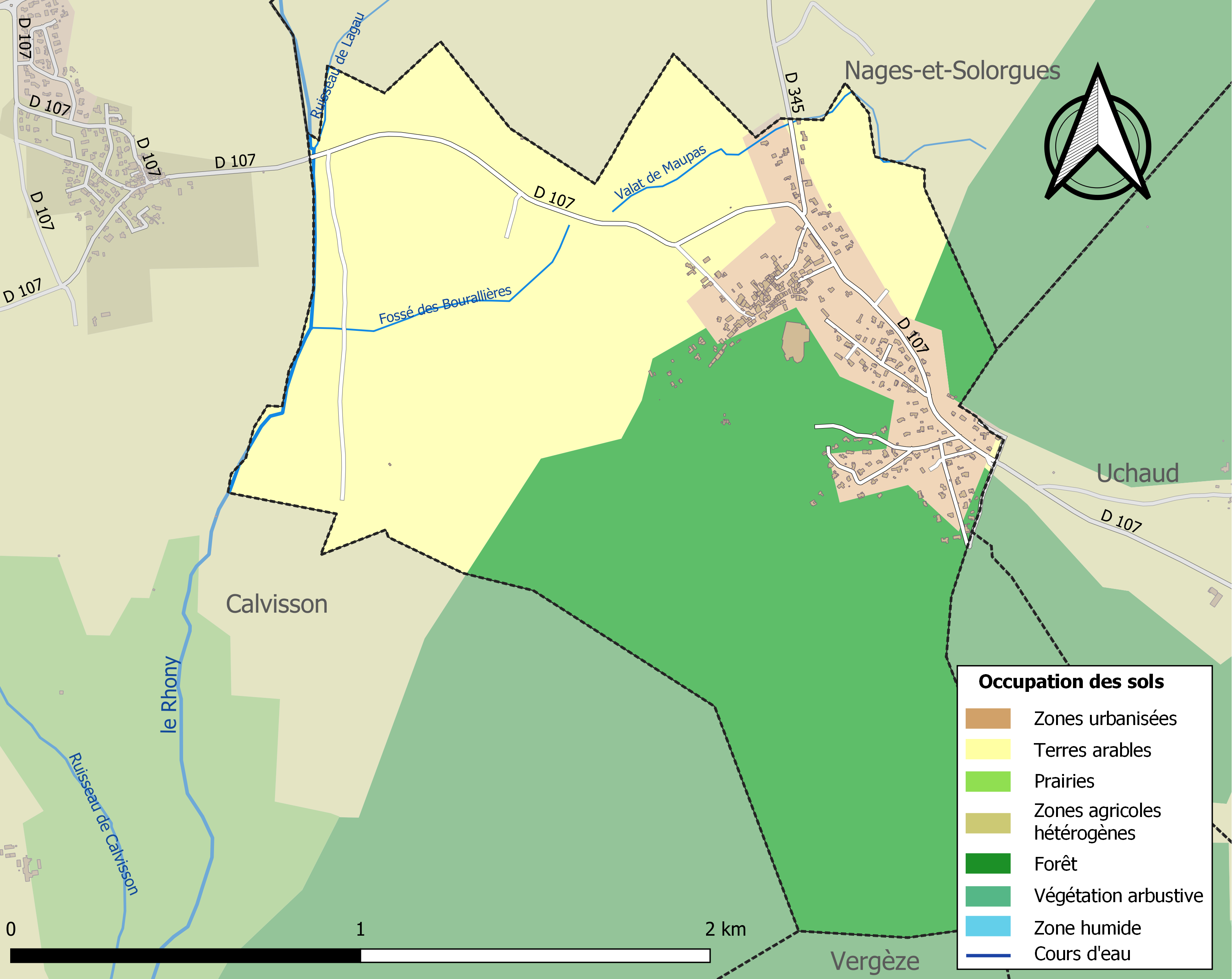
Carte des infrastructures et de l'occupation des sols de la commune en 2018 (CLC).

### Risques majeurs
Le territoire de la commune de Boissières est vulnérable à différents aléas naturels : météorologiques (tempête, orage, neige, grand froid, canicule ou sécheresse), inondations, feux de forêts et séisme (sismicité faible). Il est également exposé à un risque technologique,  le transport de matières dangereuses. Un site publié par le BRGM permet d'évaluer simplement et rapidement les risques d'un bien localisé soit par son adresse soit par le numéro de sa parcelle.

#### Risques naturels
Certaines parties du territoire communal sont susceptibles d’être affectées par le risque d’inondation par débordement de cours d'eau et par une crue torrentielle ou à montée rapide de cours d'eau, notamment le Rhony. La commune a été reconnue en état de catastrophe naturelle au titre des dommages causés par les inondations et coulées de boue survenues en 1982, 1988, 1992, 1994, 2005 et 2021,.

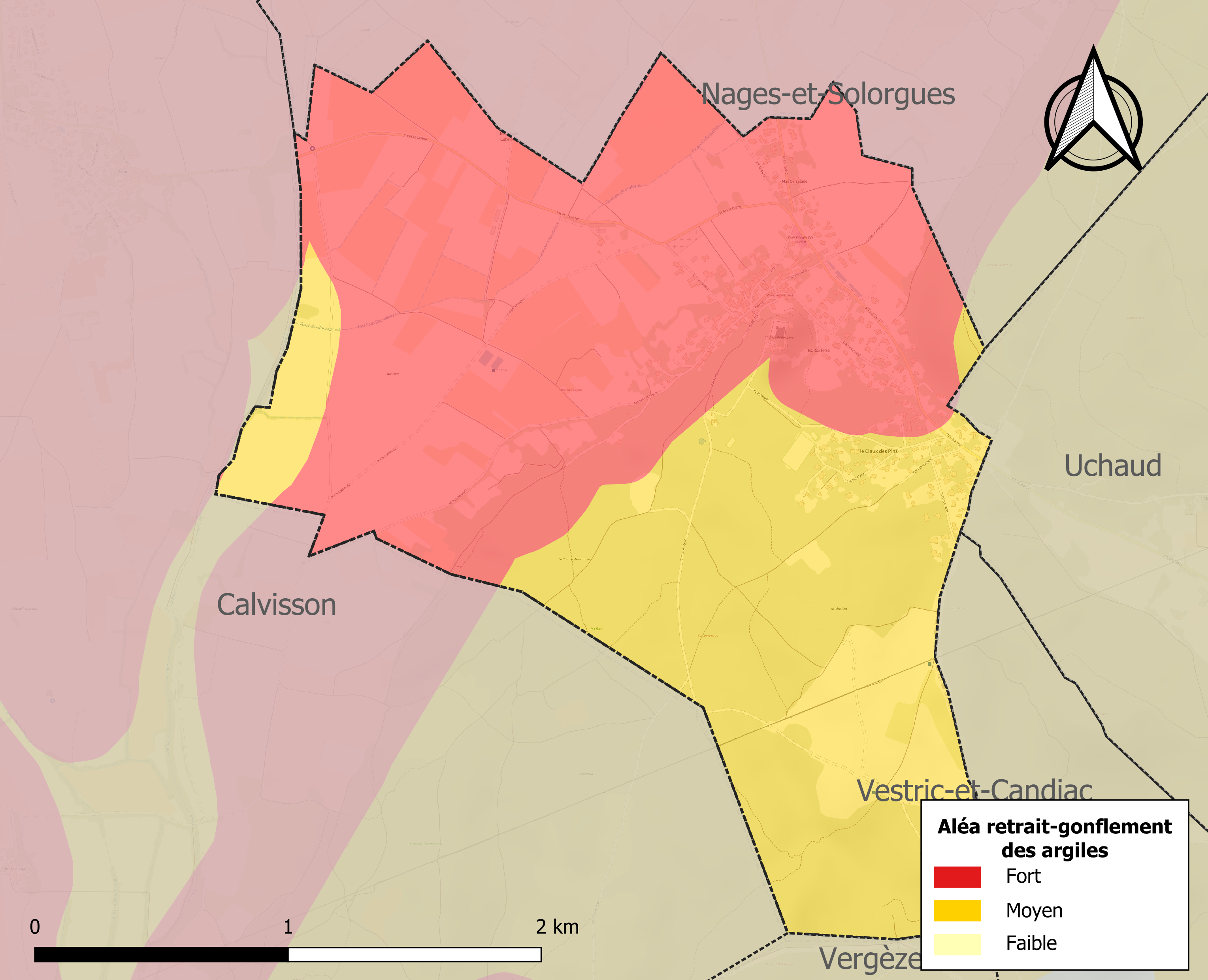
Carte des zones d'aléa retrait-gonflement des sols argileux de Boissières.

Le retrait-gonflement des sols argileux est susceptible d'engendrer des dommages importants aux bâtiments en cas d’alternance de périodes de sécheresse et de pluie. La totalité de la commune est en aléa moyen ou fort (67,5 % au niveau départemental et 48,5 % au niveau national). Sur les 240 bâtiments dénombrés sur la commune en 2019, 240 sont en aléa moyen ou fort, soit 100 %, à comparer aux 90 % au niveau départemental et 54 % au niveau national. Une cartographie de l'exposition du territoire national au retrait gonflement des sols argileux est disponible sur le site du BRGM,.
Par ailleurs, afin de mieux appréhender le risque d’affaissement de terrain, l'inventaire national des cavités souterraines permet de localiser celles situées sur la commune.

#### Risques technologiques
Le risque de transport de matières dangereuses sur la commune est lié à sa traversée par des infrastructures routières ou ferroviaires importantes ou la présence d'une canalisation de transport d'hydrocarbures. Un accident se produisant sur de telles infrastructures est en effet susceptible d’avoir des effets graves au bâti ou aux personnes jusqu’à 350 m, selon la nature du matériau transporté. Des dispositions d’urbanisme peuvent être préconisées en conséquence.

## Toponymie
L’origine de Boissières viendrait du latin «buxus» - bouis, buis - qui désigne à la fois l’arbuste toujours vert et sous des formes dérivées comme «buxea» - boisse, buisse - et «buxio» - buisson - des espèces végétales touffues et de petites tailles. L'occitan "bois" (prononcez "bouills" avec l'accent sur ou) "buis" (latin "buxus"). In terminium de villa Buxarias.
Ses habitants sont les Boissiérois et Boissiéroises.

## Histoire

### Antiquité

#### La période «gauloise»
Plusieurs restes de l’époque protohistorique (deuxième âge du fer) datant des Ve, IVe, IIIe, IIe et Ier siècles avant notre ère ont été repérés au cours de prospections archéologiques, sans qu’il soit possible d’interpréter ces traces, ni de déterminer à quoi correspondent précisément ces vestiges : installations agricoles? habitats de plaine?

#### La sépulture de Boissières
En 1875, une tombe à incinération fut découverte non loin du château de Boissières. Cette sépulture a livré de nombreuses offrandes accompagnant le défunt, essentiellement des vases en céramique mais aussi des objets en fer et en bronze : grappins, coutelas, paire de strigiles, couvercle de lanterne. Ces offrandes étaient contenues dans un coffre de pierre.
L’observation des types de céramique (œnochoés à pâte claire, plats, coupes et coupelles en « campanien C », etc.) permet de dater l’enfouissement dans les dernières années du Ier siècle avant notre ère, contemporain de la fin de l’occupation de l’oppidum voisin des Castels, à Nages.
Les progrès de la romanisation se marquent dans la culture matérielle (formes des vases en céramique), et aussi dans l’évolution des mœurs : ainsi la paire de strigiles évoque la pratique du sport et la fréquentation de thermes.

#### La période romaine
De fréquents témoins (tuiles, fragments de céramique, menus objets) de l’époque romaine (Ier – Ve siècles) ont été mis au jour au cours des prospections de surface. Il s’agit pour la plupart des restes de villa  ou de petits établissements à vocation agricole.
En outre, plusieurs fragments de pierres gravées portant des épitaphes proviennent de Boissières dont un cippe (stèle en pierre de forme carrée ou ronde) portant une inscription avec base et couronnement. Ce cippe portait l’épitaphe suivante :
DISENIO FORTVNA TO • DISENI VS • PAPIANVS PATRONO • ET VALERIVS AVGVRIVS

## Politique et administration

### Tendances politiques et résultats
Liste des maires jusqu'en 1959
1840 - 1848 Louis ASTRUC

1848 - 1848 Roger ROUX

1848 - 1849 Adrien BOISSIER

1849 - 1860 David ROGER

1860 - 1870 Jean GILLY

1870 - 1871 Adrien AUDOYER

1871 - 1876 Eugène MATHIEU

1876 - 1884 Etienne GAUD

1884 - 1888 Adrien AUDOYER

1888 - 1890 Jean ALLIER

1890 - 1896 Antoine BOISSIER-BONNAUD

1896 - 1912 Jean BOISSIER

1912 - 1919 Samuel MARGAROT

1919 - 1929 Louis ROUX

1929 - 1931 Théodore MARTIN

1931 - 1934 Camille MOTTET

1934 - 1944 Marcel MARGAROT
Nommé conseiller départemental en 1942

1944 - 1959 Marcel BONFILS

### Liste des maires depuis 1959
| Période                                  | Période   | Identité          | Étiquette | Qualité                                                                |
| ---------------------------------------- | --------- | ----------------- | --------- | ---------------------------------------------------------------------- |
| mars 1959                                | mars 1983 | François Teissier | DVG       |                                                                        |
| mars 1983                                | mai 2000  | Patrice Surrel    | SE        | Juriste puis prêtre                                                    |
| mai 2000                                 | En cours  | Marc Foucon       | SE        | Retraité Fonction publique Vice-président de la communauté de communes |
| Les données manquantes sont à compléter. |           |                   |           |                                                                        |

### Jumelages
Boissières n'a pas de jumelage avec une autre commune.

## Population et société

### Démographie
L'évolution du nombre d'habitants est connue à travers les recensements de la population effectués dans la commune depuis 1793. Pour les communes de moins de 10 000 habitants, une enquête de recensement portant sur toute la population est réalisée tous les cinq ans, les populations de référence des années intermédiaires étant quant à elles estimées par interpolation ou extrapolation. Pour la commune, le premier recensement exhaustif entrant dans le cadre du nouveau dispositif a été réalisé en 2006.

En 2022, la commune comptait 595 habitants, en évolution de +8,58 % par rapport à 2016 (Gard : +2,97 %, France hors Mayotte : +2,11 %).
| 1793 | 1800 | 1806 | 1821 | 1831 | 1836 | 1841 | 1846 | 1851 |
| ---- | ---- | ---- | ---- | ---- | ---- | ---- | ---- | ---- |
| 258  | 250  | 290  | 286  | 301  | 278  | 271  | 268  | 264  |

| 1856 | 1861 | 1866 | 1872 | 1876 | 1881 | 1886 | 1891 | 1896 |
| ---- | ---- | ---- | ---- | ---- | ---- | ---- | ---- | ---- |
| 267  | 242  | 261  | 242  | 211  | 179  | 170  | 166  | 173  |

| 1901 | 1906 | 1911 | 1921 | 1926 | 1931 | 1936 | 1946 | 1954 |
| ---- | ---- | ---- | ---- | ---- | ---- | ---- | ---- | ---- |
| 180  | 162  | 166  | 173  | 175  | 164  | 169  | 161  | 180  |

| 1962 | 1968 | 1975 | 1982 | 1990 | 1999 | 2006 | 2011 | 2016 |
| ---- | ---- | ---- | ---- | ---- | ---- | ---- | ---- | ---- |
| 175  | 154  | 145  | 305  | 420  | 481  | 520  | 533  | 548  |

| 2021 | 2022 | - | - | - | - | - | - | - |
| ---- | ---- | - | - | - | - | - | - | - |
| 590  | 595  | - | - | - | - | - | - | - |

### Cultes

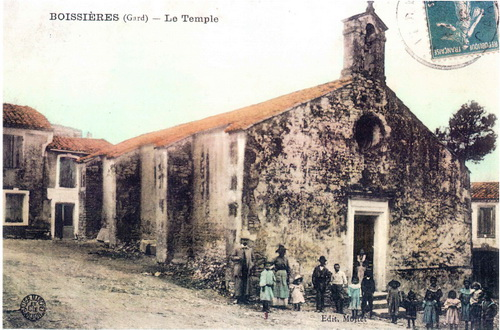
Photo temple

L'ancienne église d'origine romane, restaurée à la fin du XVIIe siècle, affectée au culte protestant sous le Concordat, fut démolie pour vétusté en 1966. De fait, Boissières ne possède ni temple ni église. L'histoire du bâtiment s'étale sur presque 10 siècles. En 1803, le bâtiment est affecté au culte protestant jusqu'en 1954, où il sera déclaré désaffecté, car en très mauvais état. Sa démolition fut décidée par le conseil municipal en 1966.
Le culte protestant a été aussi célébré dans 2 autres lieux du village. Le temple est détruit par ordre royal en 1685, à la suite de la révocation de l’Édit de Nantes.

## Économie

### Revenus
En 2018  (données Insee publiées en septembre 2021), la commune compte 226 ménages fiscaux, regroupant 576 personnes. La médiane du revenu disponible par unité de consommation est de 24 740 € (20 020 € dans le département).

### Emploi
|                | 2008   | 2013  | 2018  |
| -------------- | ------ | ----- | ----- |
| Commune        | 8,5 %  | 9,5 % | 8,1 % |
| Département    | 10,6 % | 12 %  | 12 %  |
| France entière | 8,3 %  | 10 %  | 10 %  |

En 2018, la population âgée de 15 à 64 ans s'élève à 347 personnes, parmi lesquelles on compte 73,4 % d'actifs (65,3 % ayant un emploi et 8,1 % de chômeurs) et 26,6 % d'inactifs,. En  2018, le taux de chômage communal (au sens du recensement) des 15-64 ans est inférieur à celui de la France et du département, alors qu'en 2008 il était supérieur à celui de la France.
La commune fait partie de la couronne de l'aire d'attraction de Nîmes, du fait qu'au moins 15 % des actifs travaillent dans le pôle,. Elle compte 52 emplois en 2018, contre 35 en 2013 et 42 en 2008. Le nombre d'actifs ayant un emploi résidant dans la commune est de 233, soit un indicateur de concentration d'emploi de 22,3 % et un taux d'activité parmi les 15 ans ou plus de 56,4 %.
Sur ces 233 actifs de 15 ans ou plus ayant un emploi, 37 travaillent dans la commune, soit 16 % des habitants. Pour se rendre au travail, 85,6 % des habitants utilisent un véhicule personnel ou de fonction à quatre roues, 6,3 % les transports en commun, 3,7 % s'y rendent en deux-roues, à vélo ou à pied et 4,5 % n'ont pas besoin de transport (travail au domicile).

### Activités hors agriculture
49 établissements sont implantés  à Boissières au 31 décembre 2019. Le tableau ci-dessous en détaille le nombre par secteur d'activité et compare les ratios avec ceux du département,.
| Secteur d'activité                                                                                        | Commune | Commune | Département |
| Secteur d'activité                                                                                        | Nombre  | %       | %           |
| --- | ------- | ------- | ----------- |
| Ensemble                                                                                                  | 49      | 100 %   | (100 %)     |
| Industrie manufacturière, industries extractives et autres                                                | 3       | 6,1 %   | (7,9 %)     |
| Construction                                                                                              | 13      | 26,5 %  | (15,5 %)    |
| Commerce de gros et de détail, transports, hébergement et restauration                                    | 10      | 20,4 %  | (30 %)      |
| Information et communication                                                                              | 1       | 2 %     | (2,2 %)     |
| Activités financières et d'assurance                                                                      | 4       | 8,2 %   | (3 %)       |
| Activités immobilières                                                                                    | 2       | 4,1 %   | (4,1 %)     |
| Activités spécialisées, scientifiques et techniques et activités de services administratifs et de soutien | 7       | 14,3 %  | (14,9 %)    |
| Administration publique, enseignement, santé humaine et action sociale                                    | 3       | 6,1 %   | (13,5 %)    |
| Autres activités de services                                                                              | 6       | 12,2 %  | (8,8 %)     |

Le secteur de la construction est prépondérant sur la commune puisqu'il représente 26,5 % du nombre total d'établissements de la commune (13 sur les 49 entreprises implantées  à Boissières), contre 15,5 % au niveau départemental.

### Agriculture
|               | 1988 | 2000 | 2010 | 2020 |
| ------------- | ---- | ---- | ---- | ---- |
| Exploitations | 19   | 14   | 4    | 4    |
| SAU (ha)      | 210  | 158  | 30   | 11   |

La commune est dans les Garrigues, une petite région agricole occupant le centre du département du Gard. En 2020, l'orientation technico-économique de l'agriculture  sur la commune est la culture de fruits ou d'autres cultures permanentes. Quatre exploitations agricoles ayant leur siège dans la commune sont dénombrées lors du recensement agricole de 2020 (19 en 1988). La superficie agricole utilisée est de 11 ha,,.

## Culture locale et patrimoine

### Édifices civils
- Château de Boissières

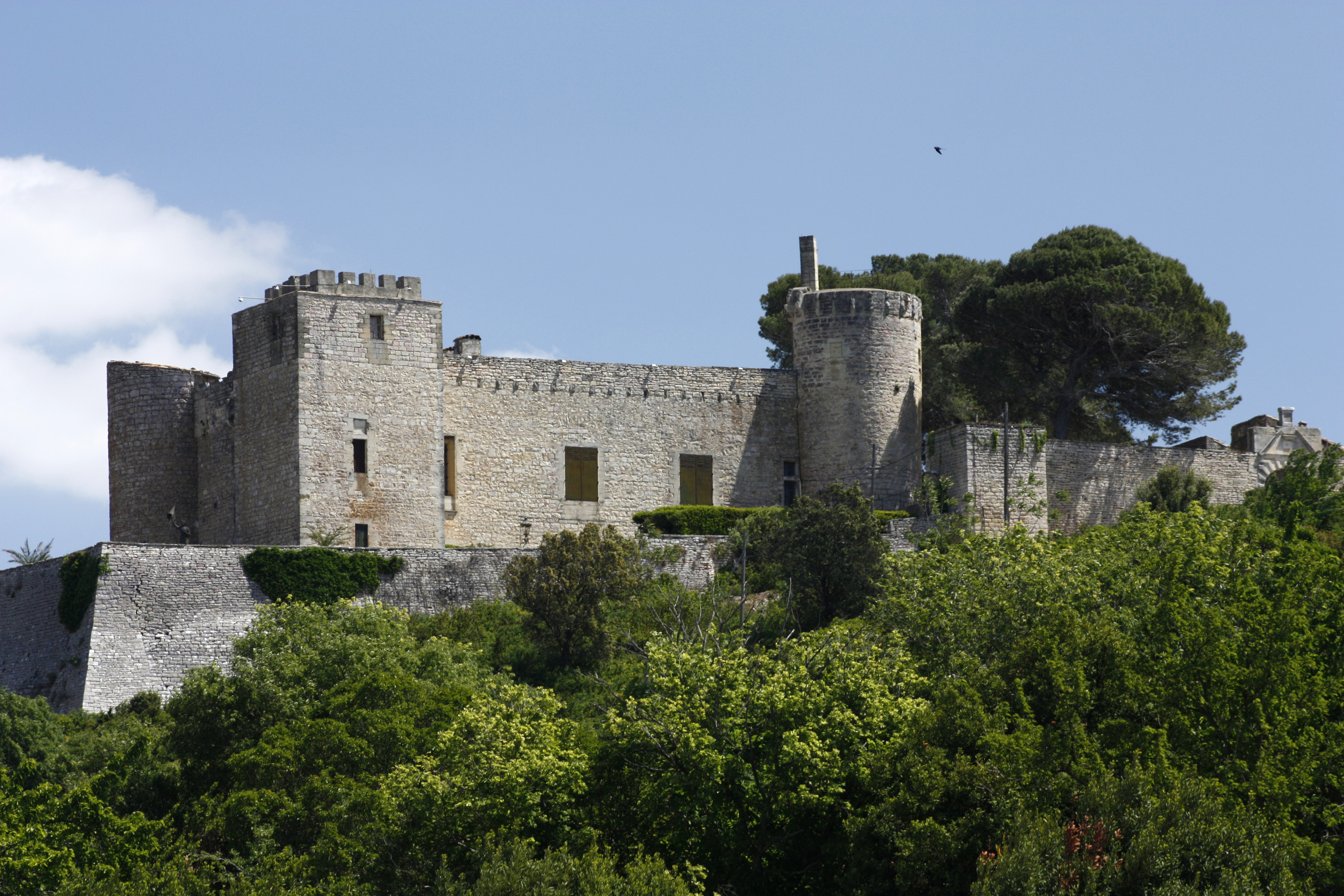
Le château.

La seigneurie de Boissières est citée depuis le XIVe siècle.
Quelques repères dans son histoire :
En 1379 : Jean de Vissec est seigneur de Boissières.
Vers 1460 Isabelle de Vissec apporte cette seigneurie par son mariage avec Dragonnet de Montgros dans la famille de celui-ci.
Le 25 octobre 1556, suivant un document découvert dans les archives communales, Nicolas de Montgros vend la seigneurie à Jacques de Bozène, baron de Boucoiran, qui la revend immédiatement à Nicolas de Calvière en 1557.
La famille de Calvière joue un rôle très important dans l’histoire du village : elle réside d’abord dans une maison rue basse (actuellement n° 49). Jusqu’en 1565, il n’y a pas trace de château dans les différents actes de vente de la seigneurie.
Le premier écrit faisant état du château date de 1595 et situe sa construction vers 1565. Il y est noté que « le Sieur de Calvière commença à bâtir il y a 20 ou 30 ans une grande maison en forme de château, et à ces fins démolit plusieurs murailles, arbres fruitiers et enclos. »
Ce château, qui fut un haut lieu de la Vaunage huguenote, est une maison forte d’un seul bloc, construite dans un style militaire, étrange parce que très tardif pour l’époque, avec trois tours d’angle rondes et une carrée. Au XIXe, reconverti en demeure d’agrément, il compte 14 pièces principales. Dans la vaste salle d’apparat voûtée d’ogives se trouve une grande cheminée, dite du Décalogue, surmontée des Tables de la Loi en vieux français.
Le château a été modifié à plusieurs reprises. Les créneaux sont d’époque moderne, une restauration dans le goût médiéval.
- Beffroi communal surmonté d'un campanile pyramidal abritant une cloche.

La tour de l’horloge a été construite en 1817. À l’origine, elle devait être bâtie contre le lieu de culte de la place du Temple. Les villageois ont financé l’achat des pierres de construction. 
La cloche porte la date de 1652 et ne semble donc pas être celle de l’église, comme le prétend la légende. Les initiales MFDCBDSCEB correspondent à Monseigneur François De Calvière Baron De Saint Côme Et Boissières.

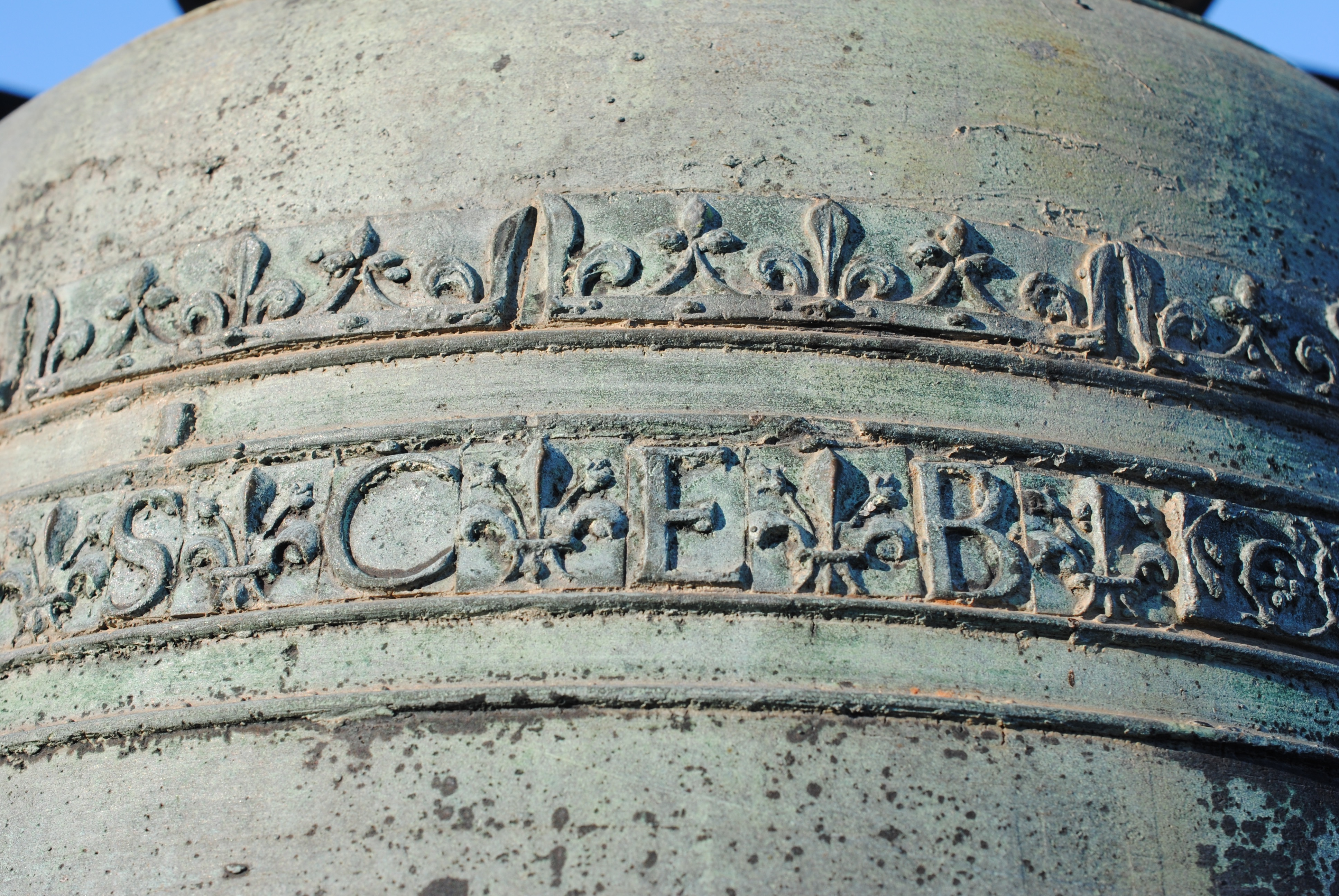
détail cloche tour de l'horloge

Le mécanisme date de 1895. Il est toujours en état de fonctionnement.
La première horloge du village fut probablement achetée au début du XVIIIe siècle par Jean-François de Calvière, seigneur et Baron de Boissières, fils de Gaspard de Calvière. Elle était alors située sur une tour du château, et les habitants, qui en bénéficiaient, donnaient 6 livres au seigneur chaque année en guise de participation aux frais d’entretien.
- Demeure de style renaissance étagée sur 4 niveaux. Elle possédait encore, au début du XXe siècle, une toiture en pavillon à 4 pans.
- Vieux village dans son ensemble et rues tortueuses pittoresques.

## Héraldique
| Blason de Boissières (Gard) | Blason  | De sable aux trois fasces échiquetées d'or et de sable de trois tires, les fasces de sable chargées de six besants d'argent, trois sur la première, deux sur la deuxième, un sur la troisième, au chef de gueules chargé d'un sanglier cousu aussi de sable, allumé et défendu aussi d'argent. |
| Blason de Boissières (Gard) | Détails | |